# Lliga ACB 1984/85
La temporada 1984-85 de la lliga ACB va transcórrer entre el 23 de setembre de 1984 fins a l'1 de maig de 1985, essent la segona temporada de la competició.
El sistema del campionat era el mateix que el de la temporada anterior. Això no obstant, la lliga adoptà el nou reglament de la FIBA, introduint la línia de tres punts a 6,25 metres; les pistes havien de mesurar 28 m de llarg i 15 m d'ample; la possessió de la pilota de 30 segons i s'introduia la norma del camp enrere, entre d'altres.
El campió fou el Real Madrid, que va vèncer 2-1 en parcial el Joventut de Badalona a la final dels playoffs.

## Equips participants
| Club                  | Entrenador            | Ciutat           | Pavelló                          | Capacitat | 1983/84            |
| --------------------- | --------------------- | ---------------- | -------------------------------- | --------- | ------------------ |
| Real Madrid           | Lolo Sainz            | Madrid           | Pabellón Ciudad Deportiva        | 4.000     | 1r                 |
| FC Barcelona          | Antoni Serra i Illas  | Barcelona        | Palau Blaugrana                  | 5.500     | 2n                 |
| Ron Negrita Joventut  | Aito García Reneses   | Badalona         | Pavelló del Joventut             | 4.000     | 3r                 |
| CAI Zaragoza          | Rudy D'Amico          | Saragossa        | Pabellón Municipal de Deportes   | 3.500     | 4t                 |
| Cajamadrid            | Tomás González        | Alcalà d'Henares | Municipal de Alcalá              | 3.000     | 5è                 |
| Cacaolat Granollers   | Jesús Codina          | Granollers       | Municipal de Granollers          | 2.000     | 6è                 |
| Clesa Ferrol          | Jaume Ventura         | Ferrol           | Pabellón Municipal Punta Arnela  | 5.500     | 7è                 |
| Licor 43              | Manel Comas           | Santa Coloma     | Municipal de Santa Coloma        | 4.500     | 8è                 |
| Caja de Álava         | Xabier Añua           | Vitòria          | Mendizorroza                     | 3.000     | 9è                 |
| Caja de Ronda         | Ignacio Pinedo        | Màlaga           | Pabellón Deportivo Ciudad Jardín | 4.000     | 10è                |
| Lucky Canarias        | Santiago Alonso       | La Laguna        | Pabellón Colegio Luther King     | 3.000     | 11è                |
| Fórum Valladolid      | Mario Pesquera        | Valladolid       | Polideportivo Huerta del Rey     | 3.800     | 12è                |
| Estudiantes           | Francisco Garrido     | Madrid           | Polideportivo Magariños          | 2.500     | 13è                |
| CB Collado Villalba   | Eduardo Ayuso         | Collado Villalba | Pabellón Municipal de Villalba   | 2.000     | 1r (1a B) Ascendit |
| Breogán Caixa Galicia | José Antonio Figueroa | Lugo             | Municipal de Lugo                | 3.500     | 2n (1a B) Ascendit |
| RCD Espanyol          | Guifré Gol            | Barcelona        | Palau dels Esports               | 8.000     | 3r (1a B) Ascendit |

## Liga regular

### Primera fase
| Pos | Equip                 | J  | G  | P  | PF   | PC   |
| --- | --------------------- | -- | -- | -- | ---- | ---- |
| 1   | Real Madrid           | 14 | 13 | 1  | 1348 | 1122 |
| 2   | Joventut Massana      | 14 | 12 | 2  | 1336 | 1163 |
| 3   | Breogán Caixa Galicia | 14 | 7  | 7  | 1159 | 1223 |
| 4   | Caja de Álava         | 14 | 6  | 8  | 1202 | 1272 |
| 5   | Clesa Ferrol          | 14 | 5  | 9  | 1212 | 1213 |
| 6   | Lucky Canarias        | 14 | 5  | 9  | 1148 | 1211 |
| 7   | Estudiantes           | 14 | 5  | 9  | 1200 | 1274 |
| 8   | Cajamadrid            | 14 | 3  | 11 | 1208 | 1335 |

| Pos | Equip               | J  | G  | P  | PF   | PC   |
| --- | ------------------- | -- | -- | -- | ---- | ---- |
| 1   | FC Barcelona        | 14 | 12 | 2  | 1355 | 1205 |
| 2   | Fórum Valladolid    | 14 | 10 | 4  | 1194 | 1167 |
| 3   | Licor 43            | 14 | 8  | 6  | 1277 | 1163 |
| 4   | Cacaolat Granollers | 14 | 7  | 7  | 1132 | 1168 |
| 5   | CAI Zaragoza        | 14 | 7  | 7  | 1255 | 1255 |
| 6   | Caja de Ronda       | 14 | 6  | 8  | 1254 | 1299 |
| 7   | RCD Espanyol        | 14 | 4  | 10 | 1132 | 1239 |
| 8   | Collado Villalba    | 14 | 2  | 12 | 1190 | 1293 |

J = Partits jugats; G = Partits guanyats; P = Partits perduts; PF = Punts a favor; PC = Punts en contra

### Segona fase
| Pos | Equip                 | J  | G  | P  | PF   | PC   |
| --- | --------------------- | -- | -- | -- | ---- | ---- |
| 1   | Real Madrid           | 14 | 14 | 0  | 1340 | 1063 |
| 2   | FC Barcelona          | 14 | 11 | 3  | 1322 | 1231 |
| 3   | Ron Negrita Joventut  | 14 | 9  | 5  | 1250 | 1129 |
| 4   | Licor 43              | 14 | 8  | 6  | 1281 | 1273 |
| 5   | Fórum Valladolid      | 14 | 5  | 9  | 1140 | 1228 |
| 6   | Cacaolat Granollers   | 14 | 4  | 10 | 1129 | 1198 |
| 7   | Breogán Caixa Galicia | 14 | 3  | 11 | 1092 | 1314 |
| 8   | Caja de Álava         | 14 | 2  | 12 | 1225 | 1343 |

| Pos | Equip            | J  | G  | P  | PF   | PC   |
| --- | ---------------- | -- | -- | -- | ---- | ---- |
| 1   | Estudiantes      | 14 | 12 | 2  | 1249 | 1160 |
| 2   | Clesa Ferrol     | 14 | 9  | 5  | 1305 | 1285 |
| 3   | RCD Espanyol     | 14 | 8  | 6  | 1203 | 1187 |
| 4   | CAI Zaragoza     | 14 | 8  | 6  | 1242 | 1182 |
| 5   | Cajamadrid       | 14 | 7  | 7  | 1228 | 1216 |
| 6   | Lucky Canarias   | 14 | 5  | 9  | 1186 | 1219 |
| 7   | Caja de Ronda    | 14 | 5  | 9  | 1225 | 1307 |
| 8   | Collado Villalba | 14 | 2  | 12 | 1182 | 1294 |

J = Partits jugats; G = Partits guanyats; P = Partits perduts; PF = Punts a favor; PC = Punts en contra

## Play Off

### Play Off pel títol
| Fórum Valladolid      | 1 | - | 2 | CAI Zaragoza     |
| Cacaolat Granollers   | 2 | - | 0 | Fórum Valladolid |
| Breogán Caixa Galicia | 2 | - | 0 | Clesa Ferrol     |
| Caja de Álava         | 0 | - | 2 | Estudiantes      |

|  | Quarts de final         | Quarts de final        |                |   | Semifinals | Semifinals |  |  | Final | Final |
|  |                         |                        |                |   |            |            |  |  |       |       |
|  |                         |                        |                |   |            |            |  |  |       |       |
|  |                         |                        |                |   |            |            |  |  |       |       |
|  | 1 Real Madrid           | 2                      |                |   |            |            |  |  |       |       |
|  | 1 Real Madrid           | 2                      |                |   |            |            |  |  |       |       |
|  | 9 Estudiantes           | 1                      |                |   |            |            |  |  |       |       |
|  | 9 Estudiantes           | 1                      | 1 Real Madrid  | 2 |            |            |  |  |       |       |
|  |                         |                        | 1 Real Madrid  | 2 |            |            |  |  |       |       |
|  |                         | 4 Licor 43             | 0              |   |            |            |  |  |       |       |
|  | 2 FC Barcelona          | 4 Licor 43             | 0              | 2 |            |            |  |  |       |       |
|  | 2 FC Barcelona          |                        |                | 2 |            |            |  |  |       |       |
|  | 7 Breogán Caixa Galicia | 0                      |                |   |            |            |  |  |       |       |
|  | 7 Breogán Caixa Galicia | 0                      | 1 Real Madrid  | 2 |            |            |  |  |       |       |
|  |                         |                        | 1 Real Madrid  | 2 |            |            |  |  |       |       |
|  |                         | 2 Ron Negrita Joventut | 1              |   |            |            |  |  |       |       |
|  | 3 Ron Negrita Joventut  | 2 Ron Negrita Joventut | 1              | 2 |            |            |  |  |       |       |
|  | 3 Ron Negrita Joventut  |                        |                | 2 |            |            |  |  |       |       |
|  | 6 Cacaolat Granollers   | 1                      |                |   |            |            |  |  |       |       |
|  | 6 Cacaolat Granollers   | 1                      | 2 FC Barcelona | 1 |            |            |  |  |       |       |
|  |                         |                        | 2 FC Barcelona | 1 |            |            |  |  |       |       |
|  |                         | 3 Ron Negrita Joventut | 2              |   |            |            |  |  |       |       |
|  | 4 Licor 43              | 3 Ron Negrita Joventut | 2              | 2 |            |            |  |  |       |       |
|  | 4 Licor 43              |                        |                | 2 |            |            |  |  |       |       |
|  | 12 CAI Zaragoza         | 0                      |                |   |            |            |  |  |       |       |
|  | 12 CAI Zaragoza         | 0                      |                |   |            |            |  |  |       |       |

| Campió de la lliga ACB 1984-85 |
| ------------------------------ |
| Real Madrid Segon títol        |

### Play Off per la permanència
| Cajamadrid     | 2 | - | 1 | Collado Villalba |
| Lucky Canarias | 0 | - | 2 | Caja de Ronda    |
| Cajamadrid     | 2 | - | 0 | Caja de Ronda    |

Per tant, el Cajamadrid d'Alcalà d'Henares aconsegueix la permanència. Els altres tres equips restants baixen a Primera B.

## Classificació final
| Pos | Equip                 | J  | G  | P  |
| --- | --------------------- | -- | -- | -- |
| 1   | Real Madrid           | 28 | 27 | 1  |
| 2   | Ron Negrita Joventut  | 28 | 21 | 7  |
| 3   | FC Barcelona          | 28 | 23 | 5  |
| 4   | Licor 43              | 28 | 16 | 12 |
| 5   | Cacaolat Granollers   | 28 | 11 | 17 |
| 6   | Breogán Caixa Galicia | 28 | 10 | 18 |
| 7   | Estudiantes           | 28 | 17 | 11 |
| 8   | CAI Zaragoza          | 28 | 15 | 13 |
| 9   | Fórum Valladolid      | 28 | 15 | 13 |
| 10  | Caja de Álava         | 28 | 8  | 20 |
| 11  | Clesa Ferrol          | 28 | 14 | 14 |
| 12  | RCD Espanyol          | 28 | 12 | 16 |
| 13  | Cajamadrid            | 28 | 10 | 18 |
| 14  | Caja de Ronda         | 28 | 11 | 17 |
| 15  | Lucky Canarias        | 28 | 10 | 18 |
| 16  | CB Collado Villalba   | 28 | 4  | 24 |

|  | Campió, Copa de Europa           |
|  | Classificats per a la Recopa     |
|  | Classificats per a la Copa Korać |
|  | Baixen a Primera B               |

Pugen a la lliga ACB: Claret Bofill (Las Palmas de Gran Canaria), Magia Huesca (Osca), TDK Manresa (Manresa)